# Streptokinaza

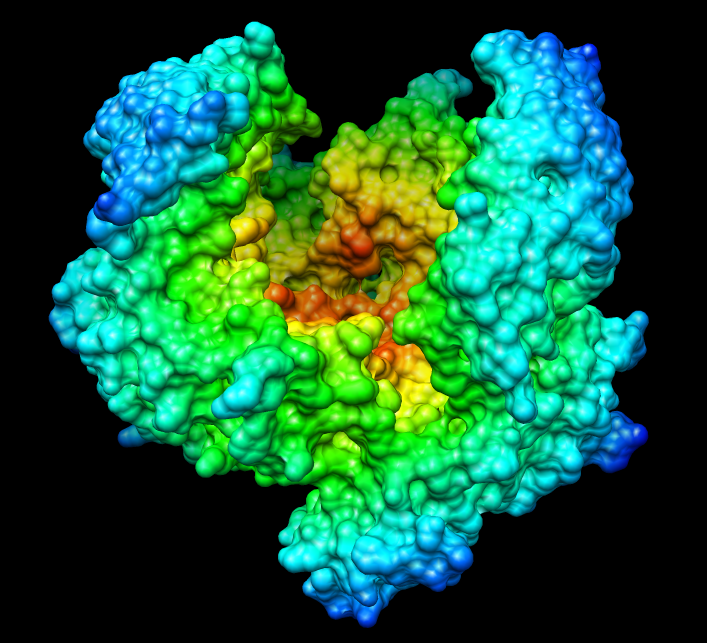
Streptokinaza związana z ludzką plazminą

Streptokinaza – pozakomórkowy enzym produkowany przez paciorkowce beta-hemolizujące, używany jako efektywny i tani lek fibrynolityczny w określonych przypadkach zawału mięśnia sercowego oraz zatorowości płucnej. 
Należy do grupy leków fibrynolitycznych i działa poprzez aktywację plazminogenu, który przechodzi w plazminę. Okres biologicznego półtrwania streptokinazy wynosi 23 minuty.

## Mechanizm działania
Plazmina jest produkowana i uwalniana do krwi w celu rozbijania fibryny w zakrzepach, które zakończyły swoje zadanie hamowania krwawienia. Zwiększona produkcja plazminy pod wpływem streptokinazy powoduje rozpuszczanie niepożądanych zakrzepów, na przykład w płucach przy zatorowości.

## Podawanie
Zależnie od umiejscowienia zmian stosuje się tabletki, iniekcje, czopki.
W zawale serca streptokinazę podaje się dożylnie tak wcześnie jak to tylko możliwe, w celu rozpuszczenia zakrzepów w tętnicach wieńcowych. Zmniejsza to stopień uszkodzenia mięśnia sercowego. Streptokinaza jest produkowana przez bakterie i jako obcy enzym powoduje wytworzenie reakcji odpornościowej przeciw niemu. Zaleca się nie stosować streptokinazy ponownie wcześniej niż 4 dni od pierwszego podania, jako że mogłoby to być nieefektywne i spowodować powstanie reakcji nadwrażliwości. Z tego powodu streptokinazę podaje się zazwyczaj tylko podczas pierwszego zawału serca. Przedawkowanie streptokinazy można leczyć kwasem aminokapronowym.